# Sonic Lost World
Sonic Lost World (jap.: ソニックロストワールド, Hepburn: Sonikku Rosuto Wārudo) ist ein 2D- und 3D-Jump-’n’-Run-Videospiel, das vom Sonic Team und Dimps entwickelt und je nach Region von Sega oder Nintendo erstmals am 18. Oktober 2013 für Wii U und Nintendo 3DS veröffentlicht wurde.
Das Spiel unterscheidet sich in Aufmachung, Leveldesign und Steuerung in vielen Punkten von anderen Sonic-Spielen und wurde deswegen unterschiedlich aufgefasst. Auch dreht sich die Geschichte hauptsächlich um die neuen Widersacher namens Die Schrecklichen Sechs (im englischen The Deadly Six) und ihren Anführer Zavok auf dem sogenannten Hexaglobus.
Es war die erste Veröffentlichung von drei Nintendo-exklusiven Sonic-Spielen im Rahmen einer Zusammenarbeit von Sega und Nintendo, die in der Nintendo-Direct-Ausgabe am 17. Mai 2013 bekannt gegeben wurde. Nintendos Einfluss an Sonic Lost World ist unbestritten, nur das genaue Ausmaß nicht im Detail erläutert. Nintendo war verärgert, als sich Sega nicht an die Vereinbarung hielt, als das eigentlich exklusiv für Nintendo-Konsolen gedachte Sonic Lost World am 2. November 2015 auch über Steam für den PC veröffentlicht wurde.
Es ist der Nachfolger von Sonic Generations (2011) und der Vorgänger von Sonic Forces (2017).

## Handlung
Sonic und Tails befinden sich an Bord des Flugzeugs Tornado gerade über den Wolken in einer Auseinandersetzung mit Dr. Eggman, als dieser eine Kapsel mit gefangenen Tierchen fallen lässt. Als Sonic und Tails dieser folgen, entdecken sie die vergessene, schwebende Welt Hexaglobus und bruchlanden darauf. Während sie nur mittels Bildschirmübertragung in Kontakt mit Knuckles und Amy stehen, retten Sonic und Tails weitere Tierchen aus ihren Kapseln, treffen dabei aber erstmals auf die schrecklichen Sechs der Gattung der Zeti: Den überdrehten Zazz, den Vielfraß Zomom, den alten Greis Meister Zik, die eingebildete Zeena, den deprimierten Zor und den starken Anführer Zavok.
Zunächst scheint es sich bei den Zeti um Handlanger von Dr. Eggman zu handeln, doch es stellt sich heraus, dass sie die Befehle des Doktors nur befolgen, da dieser ein Horn nutzt, dessen Töne die Kräfte der Zeti bändigt und ihnen Schmerzen zufügt, wenn sie sich ihm widersetzen. Als Sonic dieses Horn Dr. Eggman entwendet und in weite Ferne tritt, wähnen sich die Zeti in Freiheit und wenden sich gegen Dr. Eggman. Sie übernehmen sein Labor und wollen seinen Extraktor nutzen, um an seiner statt die Energie des Planeten auszusaugen. Dr. Eggman, Orbot und Cubot schließen sich, etwas widerwillig, vorübergehend Sonic und Tails an. Diese besiegen einen Zeti nach dem anderen. Doch es gelingt den Zeti, Tails zu entführen, um ihn mit einer Maschine von Dr. Eggman in einen Roboter zu verwandeln.
Als über einem Lavasee eine Brücke einstürzt, die Sonic, Dr. Eggman, Orbot und Cubot gerade passieren, fallen Orbot und Cubot in die Tiefe, während sich Dr. Eggman mit einer Hand an der eingestürzten Brücke festhält und mit der anderen Hand Sonic greift. Mit Schwung wirft er Sonic hoch auf den sicheren Vorsprung, fällt dann aber selbst in die Tiefe Richtung Lavasee, bevor Sonic ihm von oben seine helfende Hand reichen kann. Dann taucht auch noch Zavok mit Tails als Roboter auf, doch Tails konnte die Maschine unbemerkt manipulieren und spielte so lange Zavoks Handlanger, bis er nun Sonic angreifen sollte. Dann nutzt Tails das Überraschungsmoment und greift stattdessen Zavok an, der zunächst die Flucht ergreift.
Nach Sonics Sieg im Kampf gegen den riesig gewachsenen Zavok will er mit Tails den Extraktor ausschalten, der zum Erstaunen aller bereits deaktiviert ist. Da taucht Dr. Eggman mit einem riesigen Eggrobo auf und offenbart, dass er dank eines Jetpacks sich selbst sowie Orbot und Cubot vor dem Fall in den Lavasee bewahren konnte und mithilfe der bereits absorbierten Energie des Extraktors nun einen sehr mächtigen Eggrobo geschaffen hat, mit dem er Sonic ein für alle Mal besiegen will. Doch Sonic entscheidet auch diesen Kampf für sich und kann die absorbierte Energie an die Fauna und Flora des Planeten zurückgeben. Sonic und Tails kehren zu Knuckles und Amy zurück, während sich Orbot und Cubot nicht so recht trauen, ihrem Boss Dr. Eggman zu beichten, dass dieser einen Teil seines Barts verloren hat.

## Gameplay
In Sonic Lost World übernimmt der Spieler die Kontrolle über den blauen Igel Sonic in einem dreidimensionalen Jump-’n’-Run-Abenteuer. Sonic verfügt beim Springen über die Spin Attack, mit der viele Gegner bei Berührung besiegt werden können. Mit der Sprungtaste in der Luft kann die Homing Attack ausgeführt werden, mit der Sonic direkt auf Gegner in unmittelbarer Nähe zusteuert, in diesem Spiel ist dabei auch eine Kombo bei vermehrtem Tastendruck in Gegnerreihen möglich. Bei Berührung können die goldenen Ringe eingesammelt werden; Nimmt Sonic Schaden, verliert er die Ringe. Nimmt Sonic Schaden, ohne Ringe zu besitzen, fällt in einen tödlichen Abgrund, wird zerquetscht oder ertrinkt, verliert er ein Extraleben. Checkpoints in Form von Laternen markieren bei einem Lebensverlust den Rücksetzpunkt. Die Itemboxen in diesem Spiel sind vergleichsweise rar gesät und beinhalten einen von sieben verschiedenfarbigen, aus Sonic Colours bekannten Wisps mit deren kurzzeitigen Fähigkeiten. Diese wurden zunächst ausschließlich mit Ausführungen auf dem Wii U Gamepad gesteuert, ehe ein Patch später die Knopfsteuerung dafür ermöglichte.
Das Spiel besteht aus sieben regulären Welten in der Reihenfolge Windy Hill, Desert Ruins, Tropical Coast, Frozen Factory, Silent Forest, Sky Road und Lava Mountain mit je 4 Acts, die grob bei ihrer Weltenthematik bleiben, sich untereinander optisch und inhaltlich aber auch stärker unterscheiden können. Im jeweils vierten Act kommt es dabei zu einem Bosskampf. Einzig auf der Wii-U-Version des Spiels kann man zusätzlich eine achte Welt namens Hidden World freischalten, hinzu kommt die NiGHTMARE Zone (Referenz an Nights into Dreams …) als eine Bossparade. In den Folgemonaten nach Release des Spiels konnten sich die Wii-U-Besitzer des Spiels kostenfrei die zehnte Welt Yoshi's Island Zone (zum Release von Yoshi's New Island) und die elfte Welt The Legend of Zelda Zone (mit Elementen aus The Legend of Zelda: Ocarina of Time und The Legend of Zelda: Skyward Sword) mit jedoch je nur einem Act downloaden. Die Level spielen sich alle zumeist in schlauchartigen 3D-Arealen ab, enthalten aber auch 2D-Passagen. In Sonic Lost World fällt der verringerte Geschwindigkeitsfaktor zu Gunsten des größeren Fokus auf Platforming und Geschicklichkeits- sowie Rätselpassagen auf. Die Wii-U-Version verfügt zudem über einen Mehrspieler-Modus, in dem man verschiedenfarbige Virtual Hedgehogs spielen kann oder im Co-Op-Modus mit dem Wii-U-Gamepad den Hauptspieler unterstützt.

## Synchronisation
Zum zweiten Mal nach Sonic Generations erschien ein Sonic-Hauptspiel neben japanischen und englischer auch mit deutscher, französischer, spanischer und italienischer Synchronisation. Bis auf Knuckles’ englischsprachigen Synchronsprecher blieben in allen Sprachen die bisherigen Besetzungen erhalten, jedoch mussten in jeder Sprache die Stimmen der neuen Charaktere der Schrecklichen Sechs gecastet werden. Kirk Thornton, die englische Stimme von Shadow the Hedgehog seit 2010, übernahm in diesem Spiel zudem die Rollen von Orbot und Meister Zik.
| Synchronsprecher in Sonic Lost World | Synchronsprecher in Sonic Lost World | Synchronsprecher in Sonic Lost World | Synchronsprecher in Sonic Lost World | Synchronsprecher in Sonic Lost World | Synchronsprecher in Sonic Lost World | Synchronsprecher in Sonic Lost World |
| Figur im Spiel                       | Deutscher Synchronsprecher           | Englischer Synchronsprecher          | Japanischer Synchronsprecher         | Französischer Synchronsprecher       | Spanischer Synchronsprecher          | Italienischer Synchronsprecher       |
| ------------------------------------ | ------------------------------------ | ------------------------------------ | ------------------------------------ | ------------------------------------ | ------------------------------------ | ------------------------------------ |
| Sonic the Hedgehog                   | Marc Stachel                         | Roger Craig Smith                    | Jun'ichi Kanemaru                    | Alexandre Gillet                     | Jonatán López                        | Renato Novara                        |
| Dr. Eggman                           | Hartmut Neugebauer                   | Mike Pollock                         | Chikao Ōtsuka                        | Marc Bretonnière                     | Francesc Belda                       | Aldo Stella                          |
| Miles Tails Prower                   | Anke Kortemeier                      | Kate Higgins                         | Ryō Hirohashi                        | Marie-Eugénie Maréchal               | Graciela Molina                      | Benedetta Ponticelli                 |
| Knuckles the Echidna                 | Claus-Peter Damitz                   | Travis Willingham                    | Nobutoshi Canna                      | Sébastien Desjours                   | Sergio Mesa                          | Maurizio Merluzzo                    |
| Amy Rose                             | Shandra Schadt                       | Cindy Robinson                       | Taeko Kawata                         | Naïké Fauveau                        | Meritxell Ribera                     | Serena Clerici                       |
| Orbot                                | Romanus Fuhrmann                     | Kirk Thornton                        | Mitsuo Iwata                         | Tony Marot                           | Albert Vilcan                        | Massimo Di Benedetto                 |
| Cubot                                | Matthias Horn                        | Wally Wingert                        | Wataru Takagi                        | Benjamin Pascal                      | Xadi Mouslemeni Mateu                | Luca Sandri                          |
| Zavok                                | Klaus Lochthove                      | Travis Willingham                    | Jōji Nakata                          | Benoît Allemane                      | Miguel Ángel Jenner                  | Gianni Gaude                         |
| Zazz                                 | Gerold Ströher                       | Liam O’Brien                         | Yutaka Aoyama                        | Gilbert Levy                         | Rafael Parra                         | Diego Sabre                          |
| Zomom                                | Viktor Pavel                         | Patrick Seitz                        | Hirotaka Shimasawa                   | Franck Sportis                       | Santi Lorenz                         | Pietro Ubaldi                        |
| Meister Zik                          | Romanus Fuhrmann                     | Kirk Thornton                        | Makoto Terada                        | Philippe Catoire                     | Rafael Turia                         | Riccardo Rovatti                     |
| Zeena                                | Marianne Graffam                     | Stephanie Sheh                       | Yumi Tōma                            | Valérie Nosrée                       | Meritxell Ribera                     | Loretta Di Pisa                      |
| Zor                                  | Ilja Köster                          | Sam Riegel                           | Yūki Tai                             | Luc Boulad                           | Ivan Labanda                         | Davide Garbolino                     |
| Wisp Power Announcer                 | Marc Stachel                         | Roger Craig Smith                    | Fumihiko Tachiki                     | Alexandre Gillet                     | Xadi Mouslemeni Mateu                | Renato Novara                        |

## Entwicklung
Nach dem Erfolg von Sonic Generations im Jahre 2011 entschied man sich langfristig für einen Nachfolger mit dem Entwicklungstitel Sonic Generations 2, in dem es statt zuvor zwei dann insgesamt drei verschiedene Sonic-Varianten geben sollte. Der „dritte Sonic“ mit neuer, optischer Gestalt und Fähigkeiten sollte jedoch zunächst vollumfassend ein eigenes Franchise mit Spielen aufbauen, damit dieses in Sonic Generations 2, später Sonic Dimensions und schließlich Sonic Forces genannt, vertreten sein sollte. Um sich von den anderen Sonic-Spielen ausreichend zu unterscheiden, sollte sich ein anderes Entwicklerstudio um das neue Sonic-Universum kümmern, damit frische und eigene Ideen abseits des Sonic Team eingebaut werden könnten. Die Wahl fiel dabei auf das Studio Big Red Button, welches ihr eigenes, neues Sonic-Spiel Sonic Synergy, später Sonic Boom: Lyrics Aufstieg, erstellen sollten, damit die Sonic-Figur dieses Spiels dann noch später in Sonic Forces dazutreten könnte (aufgrund des Misserfolgs des Sonic Boom-Franchises wurde Sonic Forces im Jahre 2017 dann schließlich sogar ohne den Boom-Sonic veröffentlicht, seine Gameplay-Passagen und Fähigkeiten übernahm letzten Endes ein Custom Character aus einem frei einstellbaren Charakter-Editor). Während die Entwicklung an Sonic Boom begann, sollte auch das Sonic Team versuchen, neue Gameplay-Ideen umzusetzen und parallel ein weiteres neues Sonic-Spiel zu entwerfen: Sonic Lost World.
Wie in der Nintendo-Direct-Ausgabe am 17. Mai 2013 bekanntgegeben wurde, einigten sich Nintendo und Sega auf eine Zusammenarbeit, die zur Folge hatte, dass die nächsten drei Sonic-Spiele exklusiv für Nintendo-Konsolen erscheinen sollten. Damit waren neben Sonic Lost World, welches damals von Satoru Iwata erstmals öffentlich benannt und angekündigt wurde, auch Mario & Sonic bei den Olympischen Winterspielen Sotschi 2014 und das noch unangekündigte Sonic Boom: Lyrics Aufstieg gemeint. Nintendos größter Einfluss dürfte dabei bei Sonic Lost World stattgefunden haben, die neue Gameplayansätze und Charakterentwürfe (für die schrecklichen Sechs) einfließen ließen. So erinnert das Gameplay von Sonic Lost World an Super Mario Galaxy, aber auch an das unveröffentlichte Sega-Saturn-Spiel namens Sonic X-Treme. Eine Inspiration für das allgemeine Leveldesign entstammt auch dem Märchen Hans und die Bohnenranke.
Nach der Ankündigung und nur einem ersten Artwork bei der Nintendo Direct, folgte am 28. Mai 2013 der erste Trailer zum Spiel. In Japan standen ab dem 9. Oktober 2013 sowohl für die Wii-U-, als auch für die 3DS-Version spielbare Demo-Versionen zum Download bereit, die für Nordamerika und Europa Mitte November 2013, also nach Release, folgten. Dieser fand am 18. Oktober 2013 in Europa, am 24. Oktober 2013 in Japan und am 29. Oktober 2013 in Nordamerika statt. Music Director des Spiels war Tomoya Ohtani, der zuletzt am Soundtrack von Sonic Unleashed mitgewirkt hatte. Das Main Theme von Sonic Lost World trägt den Titel „Wonder World“ und der offizielle Soundtrack des Spiels, Without Boundaries: Sonic Lost World Original Soundtrack, wurde am 27. November 2013 von Wave Master veröffentlicht. Director Morio Kishimoto war bereits Director bei Sonic Colours und Lead Designer von Sonic und der Schwarze Ritter.
Um das Spiel weiter zu bewerben, bekam das Mobile-Game Sonic Dash ein Update, welche den Charakter Zazz aus Sonic Lost World in Sonic Dash hinzufügte. In Super Smash Bros. for Wii U war die Windy Hill Zone als Kampfarena mit Soundtrack enthalten, zudem beinhaltete das Spiel eine Trophäe der Schrecklichen Sechs. Mit der limitierten „Sonic Lost World – Die Schrecklichen Sechs-Edition“ erhielt man kostenfrei Zugriff auf die DLC-Stage NiGHTMARE Zone. Bei einer Vorbestellung auf Amazon in Europa konnte man das Spiel mit 25 Extraleben beginnen, in Nordamerika schaltete eine Vorbestellung bei GameStop das „Sonic Omochao Gadget“ im Spiel frei und in Japan wurde eine Schutzhülle für einen Nintendo 3DS XL oder Earphone-Kassetten sowie Schlüsselanhänger von Sonics Schuhen und Tails’ Fuchsschwänzen mitgeliefert. Am 10. Dezember 2013 erhielt das Spiel auf der Wii U einen Patch, der unter anderem Knopfsteuerung für die Benutzung der Wisp-Fähigkeiten hinzufügte. Am 18. Dezember 2013 erschien das Yoshi's Island Zone-DLC, gefolgt von der The Legend of Zelda Zone am 27. März 2014, beide exklusiv auf der Wii-U-Version.
Am 6. Oktober 2015 kündigte der Sega of Europe-Twitteraccount Sonic Lost World für den PC via Steam an. Diese PC-Version erschien weltweit am 2. November 2015. Dabei kam es zu einer verärgerten Reaktion seitens Nintendo, die für Sonic Lost World mit Sega eine Exklusivität für Nintendo-Konsolen vereinbart hatten. Sega rechtfertigte sich mit den Argumenten, dass es sich bei Steam um keine Konsole handele, man bereits andere Sonic-Spiele nintendo-exklusiv veröffentlichte, wenn man beide Sonic Boom-Varianten für Wii U und 3DS separat zählt und bereits zwei Jahre vergangen seien. Dies war ein Mitgrund für das dritte Sonic Boom-Spiel namens Sonic Boom: Feuer & Eis, welches im September 2016 exklusiv für Nintendo 3DS folgte. Trotz allem zeigte sich Nintendo „enttäuscht über die maximalen Ausdehnungen der vertraglich festgelegten Modelitäten“.

## Nintendo-3DS-Version
Zeitgleich mit der Wii-U-Variante von Sonic Lost World erschien das Spiel auch an denselben, regionsabhängigen Tagen für den Nintendo 3DS. Entwickelt wurde diese Version vom Entwicklerteam Dimps, die zuletzt auch die Nintendo-DS-Version von Sonic Colours und die Nintendo-3DS-Version von Sonic Generations zu verantworten hatten. Doch anders als bei den Vorgängern wollte man diesmal weniger eigene Wege gehen oder individuelle Ideen einspielen lassen, sondern man konzentrierte sich darauf, eine bestmögliche Imitation der Wii-U-Erfahrung zu bieten.
So stellt Sonic Lost World für 3DS das erste 3D-Sonic für Handhelds dar, doch Levelthemen und oftmals auch das Leveldesign gleichen dem HD-Vorbild. Auch die Zwischensequenzen sind identisch, wenn auch an das kleinere 3DS-Bildschirmformat angepasst, was eine deutlich unschärfere Darstellung aller Cutscenes zufolge hat. Zwar wurde das Spiel um einen Hard Mode erweitert, doch die größte Kritik an der 3DS-Version ist, dass der Schwierigkeitsgrad durch eine ungenauere und hakeligere Steuerung unnötig erhöht wird. Durch die relative Ähnlichkeit wird diese Version, im Gegensatz zu den Handheld-Pendants von Sonic Colours oder Sonic Generations, vergleichsweise überflüssig, wenn man die Wii-U- oder PC-Version spielen kann.

## Rezeption
Sonic Lost World wurde von der Fachpresse überwiegend mäßig aufgenommen. Das deutschsprachige Onlinemagazin 4Players bewertete die Wii-U-Version des Spiels mit 63 von 100 möglichen Punkten und vergab die Marke „Befriedigend“. Die Nintendo-3DS-Version wurde von 4Players mit 59 Punkten bewertet und mit der Marke „Ausreichend“ versehen. Auf der Bewertungswebsite Metacritic hält die Wii-U-Version einem Metascore von 63, die Nintendo-3DS-Version einen von 59 und die Windows-Version einen von 57.

„Großartige 3D-Areale mit Spielraum zum Entdecken treffen auf mies designte Abschnitte und eine fehlerhafte Zielmechanik. Ein noch ordentliches Hüpfspiel, das viel Potenzial verschenkt. Wer Sonic mag und frustresistent ist, darf zugreifen: Er wird mit einigen tollen Levels belohnt. Gleichzeitig finden Sonic-Spötter reichlich Grund zum Lästern.“

„Als bekanntermaßen großer Sonic-Fan muss ich mich wirklich fragen, was bei Sega nur los ist. Immer, wenn man denkt, dass der agile Igel die Kurve zu neuer Qualität gekriegt hat, enttäuscht er im darauffolgenden Spiel mit an Sicherheit grenzender Wahrscheinlichkeit. Zwar tut er das dieses Mal nicht auf ganzer Linie, doch für die Ambitionen des Überschall-Igels ist das einfach zu wenig. Deshalb meine Bitte an das Sonic Team: Verzichtet doch einfach mal auf Superkräfte-Firlefanz, Verwandlungen und ähnliche Späße und konzentriert einfach wieder mehr aufs Leveldesign und die Steuerung. Dann vergebe ich gerne eine Topwertung. So aber rennt Sonic nicht nur dem pummeligen Mario hinterher, sondern versinkt im Gros des Hüpfspiel-Allerleis und irgendwo im oberen Durchschnitt.“

„Mit knapp zwölf Stunden habe ich Sonic Lost World grob durchgespielt. Sonic feiert mit einem sehr guten Spiel endlich seinen Auftritt auf der Wii U. Mit einer schönen Grafikpracht, einem ohrwurmlastigen Soundtrack und einem rasanten Igel befördert sich das Spiel sofort in die Herzen der Fans. Das Spiel hat einige gute Elemente, wie zum Beispiel das Zusammenspiel zwischen Gravitation und Planeten. Ebenso klasse ist die Möglichkeit, sich entscheiden zu können, wie schnell der Igel unterwegs sein darf. Jedoch wird Sonic Lost World von technischen Defiziten wie der Steuerung gequält. Außerdem kommt beim Spielen das Gefühl auf, dass noch das gewisse Etwas fehlt, weswegen der Titel die 9 verpasst. Trotzdem empfehle ich allen Fans von Jump'n'Runs und Sonic, sich das Spiel für die Wii U zuzulegen.“

Auch aus kommerzieller Sicht blieb das Spiel hinter seinen Erwartungen zurück. Für Wii U und 3DS zusammen wurden bis zum 31. Dezember 2013 640.000 verkaufte Einheiten gemeldet, bis zum aktuellsten Stand vom 31. März 2014 stieg die Zahl nur auf 710.000 an. Die 2015 veröffentlichte Steam-Version, für die sich Sega deutlich höhere Verkaufszahlen erhoffte, wurde Stand 2018 insgesamt 200.000-mal erworben.